# Sab Champa
Sab Champa (Thai: ซับจำปา) ist ein archäologischer Fundplatz in der Provinz Lop Buri.

## Lage und Grabungsgeschichte
Sab Champa liegt in Amphoe Tha Luang, Provinz Lop Buri, in Zentral-Thailand, und bildet einen von zwei von Wallgraben umgebenen Plätzen in Zentral-Thailand aus der Zeit vor dem Aufkommen der Dvaravati-Kultur.

## Funde
M. Veerapan führte in den 1970er-Jahren erfolgreiche Grabungen in Sab Champa durch, wobei er vorgeschichtliche Gräber freilegte. Dabei kamen auch Tonwaren und Gussformen für Bronzewaren zum Vorschein.